# Lachnaia tristigma
Lachnaia tristigma é uma espécie de insetos coleópteros polífagos pertencente à família Chrysomelidae conhecido por Escaravelho-dos-3-pontos.
A autoridade científica da espécie é Lacordaire, tendo sido descrita no ano de 1848.
Trata-se de uma espécie presente no território português.